# Discovery Ridge
Discovery Ridge är en bergstopp i Antarktis. Den ligger i Västantarktis. Inget land gör anspråk på området. Toppen på Discovery Ridge är 2 089 meter över havet.
Terrängen runt Discovery Ridge är huvudsakligen kuperad, men norrut är den platt. Trakten är obefolkad. Det finns inga samhällen i närheten. 